# Franz Eberhard
Pour les articles homonymes, voir Eberhard.
Franz Eberhard (en français François), né le 29 novembre 1767 à Bad Hindelang et mort le 18 décembre 1836 à Munich, est un sculpteur allemand. Il est le frère de Konrad Eberhard.

## Biographie
Franz Eberhard est né le 29 novembre 1767 à Bad Hindelang. Il est le frère de Konrad Eberhard.
Il exécute la plupart des œuvres de son frère, il ne fait lui-même que des sculptures de petite taille.
Il est mort le 18 décembre 1836 à Munich du choléra.